# Mert Günok
Fehmi Mert Günok (Karabük, 1º marzo 1989) è un calciatore turco, portiere del Beşiktaş e della nazionale turca.

## Statistiche

### Presenze e reti nei club
Statistiche aggiornate al 25 febbraio 2024
| Stagione                   | Squadra                    | Campionato                 | Campionato | Campionato | Coppe nazionali | Coppe nazionali | Coppe nazionali | Coppe continentali | Coppe continentali | Coppe continentali | Altre coppe | Altre coppe | Altre coppe | Totale | Totale |
| Stagione                   | Squadra                    | Comp                       | Pres       | Reti       | Comp            | Pres            | Reti            | Comp               | Pres               | Reti               | Comp        | Pres        | Reti        | Pres   | Reti   |
| -------------------------- | -------------------------- | -------------------------- | ---------- | ---------- | --------------- | --------------- | --------------- | ------------------ | ------------------ | ------------------ | ----------- | ----------- | ----------- | ------ | ------ |
| 2009-2010                  | Fenerbahçe                 | SL                         | 0          | 0          | TK              | 1               | -4              | UEL                | 0                  | 0                  | ST          | 0           | 0           | 1      | -4     |
| 2010-2011                  | Fenerbahçe                 | SL                         | 3          | -5         | TK              | 2               | -3              | UCL+UEL            | 0                  | 0                  | -           | -           | -           | 5      | -8     |
| 2011-2012                  | Fenerbahçe                 | SL                         | 2          | -1         | TK              | 4               | -3              | -                  | -                  | -                  | -           | -           | -           | 6      | -4     |
| 2012-2013                  | Fenerbahçe                 | SL                         | 6          | -7         | TK              | 4               | -2              | UCL+UEL            | 2+1                | -3 + -3            | ST          | 1           | -3          | 14     | -18    |
| 2013-2014                  | Fenerbahçe                 | SL                         | 5          | -6         | TK              | 1               | -2              | UCL                | 0                  | 0                  | ST          | 1           | -1          | 7      | -9     |
| 2014-2015                  | Fenerbahçe                 | SL                         | 9          | -8         | TK              | 9               | -11             | -                  | -                  | -                  | ST          | 0           | 0           | 18     | -19    |
| Totale Fenerbahçe          | Totale Fenerbahçe          | Totale Fenerbahçe          | 25         | -27        |                 | 21              | -25             |                    | 3                  | -6                 |             | 2           | -4          | 51     | -62    |
| 2015-2016                  | Bursaspor                  | SL                         | 20         | -34        | TK              | 2               | -2              | -                  | -                  | -                  | ST          | 1           | -1          | 23     | -37    |
| 2016-2017                  | Bursaspor                  | SL                         | 0          | -0         | TK              | 7               | -9              | -                  | -                  | -                  | -           | -           | -           | 7      | -9     |
| Totale Bursaspor           | Totale Bursaspor           | Totale Bursaspor           | 20         | -34        |                 | 9               | -11             |                    | -                  | -                  |             | 1           | -1          | 30     | -46    |
| 2017-2018                  | İstanbul Başakşehir        | SL                         | 0          | -0         | TK              | 4               | -5              | UCL+UEL            | 0+4                | -0 + -6            | -           | -           | -           | 8      | -11    |
| 2018-2019                  | İstanbul Başakşehir        | SL                         | 34         | -22        | TK              | 0               | -0              | UEL                | 2                  | -1                 | -           | -           | -           | 36     | -23    |
| 2019-2020                  | İstanbul Başakşehir        | SL                         | 33         | -31        | TK              | 0               | -0              | UCL+UEL            | 2+10               | -3 + -16           | -           | -           | -           | 45     | -50    |
| 2020-2021                  | İstanbul Başakşehir        | SL                         | 21         | -27        | TK              | 1               | -3              | UCL                | 6                  | -18                | ST          | 1           | -2          | 29     | -50    |
| Totale İstanbul Başakşehir | Totale İstanbul Başakşehir | Totale İstanbul Başakşehir | 88         | -80        |                 | 5               | -8              |                    | 24                 | -44                |             | 1           | -2          | 118    | -134   |
| 2021-2022                  | Beşiktaş                   | SL                         | 4          | -11        | TK              | 0               | -0              | UCL                | 1                  | -2                 | -           | -           | -           | 5      | -13    |
| 2022-2023                  | Beşiktaş                   | SL                         | 23         | -22        | TK              | 1               | -1              | -                  | -                  | -                  | -           | -           | -           | 24     | -23    |
| 2023-2024                  | Beşiktaş                   | SL                         | 22         | -24        | TK              | 2               | -1              | UECL               | 9                  | -11                | -           | -           | -           | 33     | -36    |
| Totale Beşiktaş            | Totale Beşiktaş            | Totale Beşiktaş            | 49         | -57        |                 | 3               | -2              |                    | 10                 | -12                |             | -           | -           | 62     | -72    |
| Totale carriera            | Totale carriera            | Totale carriera            | 182        | -198       |                 | 38              | -46             |                    | 37                 | -63                |             | 4           | -7          | 261    | -313   |

### Cronologia presenze e reti in nazionale
| Cronologia completa delle presenze e delle reti in nazionale ― Turchia | Cronologia completa delle presenze e delle reti in nazionale ― Turchia | Cronologia completa delle presenze e delle reti in nazionale ― Turchia | Cronologia completa delle presenze e delle reti in nazionale ― Turchia | Cronologia completa delle presenze e delle reti in nazionale ― Turchia | Cronologia completa delle presenze e delle reti in nazionale ― Turchia | Cronologia completa delle presenze e delle reti in nazionale ― Turchia | Cronologia completa delle presenze e delle reti in nazionale ― Turchia |
| Data                                                                   | Città                                                                  | In casa                                                                | Risultato                                                              | Ospiti                                                                 | Competizione                                                           | Reti                                                                   | Note                                                                   |
| ---------------------------------------------------------------------- | ---------------------------------------------------------------------- | ---------------------------------------------------------------------- | ---------------------------------------------------------------------- | ---------------------------------------------------------------------- | ---------------------------------------------------------------------- | ---------------------------------------------------------------------- | ---------------------------------------------------------------------- |
| 24-5-2012                                                              | Siezenheim                                                             | Turchia                                                                | 3 – 1                                                                  | Georgia                                                                | Amichevole                                                             | -                                                                      | 62’                                                                    |
| 29-5-2012                                                              | Siezenheim                                                             | Turchia                                                                | 2 – 0                                                                  | Bulgaria                                                               | Amichevole                                                             | -                                                                      |                                                                        |
| 5-6-2012                                                               | Ingolstadt                                                             | Ucraina                                                                | 0 – 2                                                                  | Turchia                                                                | Amichevole                                                             | -                                                                      |                                                                        |
| 15-8-2012                                                              | Vienna                                                                 | Austria                                                                | 2 – 0                                                                  | Turchia                                                                | Amichevole                                                             | -2                                                                     | 5’ 45’                                                                 |
| 28-5-2013                                                              | Duisburg                                                               | Turchia                                                                | 3 – 3                                                                  | Lettonia                                                               | Amichevole                                                             | -3                                                                     | 45’                                                                    |
| 31-3-2015                                                              | Lussemburgo                                                            | Lussemburgo                                                            | 1 – 2                                                                  | Turchia                                                                | Amichevole                                                             | -1                                                                     |                                                                        |
| 22-3-2019                                                              | Scutari                                                                | Albania                                                                | 0 – 2                                                                  | Turchia                                                                | Qual. Euro 2020                                                        | -                                                                      |                                                                        |
| 25-3-2019                                                              | Istanbul                                                               | Turchia                                                                | 4 – 0                                                                  | Moldavia                                                               | Qual. Euro 2020                                                        | -                                                                      |                                                                        |
| 8-6-2019                                                               | Konya                                                                  | Turchia                                                                | 2 – 0                                                                  | Francia                                                                | Qual. Euro 2020                                                        | -                                                                      |                                                                        |
| 11-6-2019                                                              | Reykjavík                                                              | Islanda                                                                | 2 – 1                                                                  | Turchia                                                                | Qual. Euro 2020                                                        | -2                                                                     |                                                                        |
| 7-9-2019                                                               | Istanbul                                                               | Turchia                                                                | 1 – 0                                                                  | Andorra                                                                | Qual. Euro 2020                                                        | -                                                                      |                                                                        |
| 10-9-2019                                                              | Chișinău                                                               | Moldavia                                                               | 0 – 4                                                                  | Turchia                                                                | Qual. Euro 2020                                                        | -                                                                      |                                                                        |
| 11-10-2019                                                             | Istanbul                                                               | Turchia                                                                | 1 – 0                                                                  | Albania                                                                | Qual. Euro 2020                                                        | -                                                                      |                                                                        |
| 14-10-2019                                                             | Saint-Denis                                                            | Francia                                                                | 1 – 1                                                                  | Turchia                                                                | Qual. Euro 2020                                                        | -1                                                                     |                                                                        |
| 14-11-2019                                                             | Istanbul                                                               | Turchia                                                                | 0 – 0                                                                  | Islanda                                                                | Qual. Euro 2020                                                        | -                                                                      |                                                                        |
| 6-9-2020                                                               | Belgrado                                                               | Serbia                                                                 | 0 – 0                                                                  | Turchia                                                                | UEFA Nations League 2020-2021 - 1º Turno                               | -                                                                      |                                                                        |
| 7-10-2020                                                              | Colonia                                                                | Germania                                                               | 3 – 3                                                                  | Turchia                                                                | Amichevole                                                             | -3                                                                     |                                                                        |
| 11-10-2020                                                             | Mosca                                                                  | Russia                                                                 | 1 – 1                                                                  | Turchia                                                                | UEFA Nations League 2020-2021 - 1º Turno                               | -1                                                                     |                                                                        |
| 14-10-2020                                                             | Istanbul                                                               | Turchia                                                                | 2 – 2                                                                  | Serbia                                                                 | UEFA Nations League 2020-2021 - 1º Turno                               | -2                                                                     |                                                                        |
| 15-11-2020                                                             | Istanbul                                                               | Turchia                                                                | 3 – 2                                                                  | Russia                                                                 | UEFA Nations League 2020-2021 - 1º Turno                               | -2                                                                     |                                                                        |
| 18-11-2020                                                             | Budapest                                                               | Ungheria                                                               | 2 – 0                                                                  | Turchia                                                                | UEFA Nations League 2020-2021 - 1º Turno                               | -2                                                                     |                                                                        |
| 31-5-2021                                                              | Adalia                                                                 | Turchia                                                                | 0 – 0                                                                  | Guinea                                                                 | Amichevole                                                             | -                                                                      |                                                                        |
| 25-3-2023                                                              | Erevan                                                                 | Armenia                                                                | 1 – 2                                                                  | Turchia                                                                | Qual. Euro 2024                                                        | -1                                                                     |                                                                        |
| 28-3-2023                                                              | Bursa                                                                  | Turchia                                                                | 0 – 2                                                                  | Croazia                                                                | Qual. Euro 2024                                                        | -2                                                                     |                                                                        |
| 16-6-2023                                                              | Riga                                                                   | Lettonia                                                               | 2 – 3                                                                  | Turchia                                                                | Qual. Euro 2024                                                        | -2                                                                     |                                                                        |
| 19-6-2023                                                              | Samsun                                                                 | Turchia                                                                | 2 – 0                                                                  | Galles                                                                 | Qual. Euro 2024                                                        | -                                                                      |                                                                        |
| 8-9-2023                                                               | Eskişehir                                                              | Turchia                                                                | 1 – 1                                                                  | Armenia                                                                | Qual. Euro 2024                                                        | -1                                                                     |                                                                        |
| 22-3-2024                                                              | Budapest                                                               | Ungheria                                                               | 1 – 0                                                                  | Turchia                                                                | Amichevole                                                             | -1                                                                     |                                                                        |
| 10-6-2024                                                              | Varsavia                                                               | Polonia                                                                | 2 – 1                                                                  | Turchia                                                                | Amichevole                                                             | -2                                                                     |                                                                        |
| 18-6-2024                                                              | Dortmund                                                               | Turchia                                                                | 3 – 1                                                                  | Georgia                                                                | Euro 2024 - 1º turno                                                   | -1                                                                     |                                                                        |
| 26-6-2024                                                              | Amburgo                                                                | Rep. Ceca                                                              | 1 – 2                                                                  | Turchia                                                                | Euro 2024 - 1º turno                                                   | -1                                                                     | 64’                                                                    |
| 2-7-2024                                                               | Lipsia                                                                 | Austria                                                                | 1 – 2                                                                  | Turchia                                                                | Euro 2024 - Ottavi di finale                                           | -1                                                                     |                                                                        |
| 6-7-2024                                                               | Berlino                                                                | Paesi Bassi                                                            | 2 – 1                                                                  | Turchia                                                                | Euro 2024 - Quarti di finale                                           | -1                                                                     |                                                                        |
| 6-9-2024                                                               | Cardiff                                                                | Galles                                                                 | 0 – 0                                                                  | Turchia                                                                | UEFA Nations League 2024-2025 - 1º turno                               | -                                                                      |                                                                        |
| 9-9-2024                                                               | Smirne                                                                 | Turchia                                                                | 3 – 1                                                                  | Islanda                                                                | UEFA Nations League 2024-2025 - 1º turno                               | -1                                                                     |                                                                        |
| 16-11-2024                                                             | Kayseri                                                                | Turchia                                                                | 0 – 0                                                                  | Galles                                                                 | UEFA Nations League 2024-2025 - 1º turno                               | -                                                                      |                                                                        |
| 19-11-2024                                                             | Nikšić                                                                 | Montenegro                                                             | 3 – 1                                                                  | Turchia                                                                | UEFA Nations League 2024-2025 - 1º turno                               | -3                                                                     |                                                                        |
| Totale                                                                 |                                                                        | Presenze                                                               | 37                                                                     |                                                                        | Reti                                                                   | -36                                                                    |                                                                        |

## Palmarès

### Club

#### Competizioni nazionali
- Supercoppa di Turchia: 4

Fenerbahçe: 2009, 2014
Besiktas: 2021, 2024
- Campionato turco: 3

Fenerbahçe: 2010-2011, 2013-2014
Basaksehir: 2019-2020
- Coppa di Turchia: 3

Fenerbahçe: 2011-2012, 2012-2013
Beşiktaş: 2023-2024